# Thilo Marauhn
 (mars 2019).
Si vous disposez d'ouvrages ou d'articles de référence ou si vous connaissez des sites web de qualité traitant du thème abordé ici, merci de compléter l'article en donnant les références utiles à sa vérifiabilité et en les liant à la section « Notes et références ».
 (mars 2019).
Thilo Marauhn, né le 30 avril 1963 à Lüdenscheid, est un universitaire allemand spécialiste en droit international. 
Professeur titulaire de droit public et de droit international à l’université de Giessen, il est aussi directeur d'un groupe de chercheurs en droit international à la Fondation de la Hesse pour la paix et les conflits, à Francfort.

## Biographie
Après des études de droit et de relations internationales à l’université de Mannheim (1983-1985), l'université d'Aberystwyth (1985-1986), l'université rhénane Frédéric-Guillaume de Bonn (1986-1987) et l'université de Heidelberg (1987-1990), il obtient en 1994 un doctorat en droit avec la plus haute mention. Sa thèse est intitulée : La réglementation juridique de la renonciation aux armes chimiques en Allemagne. En 1995, il obtient un Master of Philosophy (M.Phil.) à l'université du pays de Galles.
De 1990 à 2001, il travaille à l'institut Max-Planck de droit public et international comparé, à Heidelberg. En 1995, 1996, 1999 et 2000, il est chargé de cours à l'université Johann Wolfgang Goethe de Francfort-sur-le-Main. En 2000, il est habilité par cette université avec une thèse intitulée : Reconstruction des droits sociaux fondamentaux en tant que catégorie de référence. 
En 2001, il est titulaire d’une chair de professeur à l’université de Strathclyde, à Glasgow. La même année, il accepte un poste de professeur de droit public, droit international public et droit européen à l’université de Giessen. De 2006 à 2009, il est doyen de la faculté de droit de cette université. 
Son domaine de prédilection en recherche est le droit international, notamment les droits de l’homme et le droit international humanitaire. 

### Carrière
Dans sa carrière académique, Marauhn entretient plusieurs coopérations universitaires et était à ce titre professeur invité aux diverses universités, comme par exemple à l’université de Laponie (Rovaniemi, Finlande), à l'université de Bergen (Norvège) et à l'université américaine du Wisconsin à Madison. Depuis 2001, il est  professeur invité permanent de la théorie constitutionnelle à l'université de Lucerne en Suisse. 
En 1995, il devient membre du comité consultatif du droit international humanitaire de la Croix-Rouge allemande avant de devenir Président en 2014. Thilo Marauhn est élu membre de la Commission internationale humanitaire d'établissement des faits en 2012 et réélu en 2016, dont il est devenu le président en 2017. 
De 2003 à 2013, Thilo Marauhn est membre du conseil scientifique de la Fondation de la Hesse pour la paix et les conflits de Francfort, dont il est le président de 2006 à 2013. 
Depuis 2005, il est directeur des cours d’été internationaux à l’université de Giessen et depuis 2009, il est co-directeur du cours d’été (allemand-américain) (US-German Summer Law Program) sur le droit constitutionnel comparé, actuellement[évasif] avec Anuj Desai (université de Wisconsin) et Edward Fallone (université de Marquette). 
De 2009 à 2017, Thilo Marauhn est membre du conseil consultatif de la fondation pour la paix et pour le développement. 
Il est élu membre du sénat académique de l’ université de Giessen en 2009 jusqu’à 2013 et en 2017, il est réélu membre pour une seconde fois.
De 2002 à 2009, il est également membre du conseil scientifique du ministère fédéral allemand de la coopération économique et du développement, dont il devient président en 2006.  
Il est en 2016 chercheur invité à Berlin et membre du groupe de recherche sur « The International Rule of Law – Rise or Decline? ». De plus, il est chercheur invité au Lauterpacht Centre for International Law et Sidney Sussex College de l'université de Cambridge au Royaume-Uni. 
Il est également membre du conseil scientifique de la fondation allemande pour la recherche sur la paix de 2004 à 2006.  
Depuis 2008, Marauhn est membre de la commission consultative sur les Nations unies au Bureau fédéral allemand des affaires étrangères.
Il est, entre autres, membre de l’ association des professeurs de droit public « Vereinigung deutscher Staatsrechtslehrer » et membre du conseil de la société allemande du droit international.

## Publications
- 2006 : EMRK/GG. Konkordanzkommentar zum europäischen und deutschen Grundrechtsschutz, éd. avec O. Doerr et R. Grote, Mohr Siebeck, Tübingen, 2e éd. 2013  (ISBN 978-3-16-149397-3)
- 2006 : The Regulation of International Financial Markets, éd. avec R. Grote, Cambridge University Press, Cambridge  (ISBN 9780521831444)
- 2007 : Making Treaties Work, éd. avec G. Ulfstein et A. Zimmermann, Cambridge University Press, Cambridge  (ISBN 9780521873178 et 9780521831444)
- 2011 : International Environmental Law (avec U. Beyerlin), Hart Publishing, Oxford  (ISBN 978-3-406-62874-0)
- 2011 : Universality and Continuity in International Law, éd. avec H. Steiger, Eleven International Publishing, La Haye  (ISBN 9789490947071)
- 2017 : Lehre des internationalen Rechts - zeitgemäß?, Berichte der Deutschen Gesellschaft für internationales Recht, vol. 48, Heidelberg, 152 pp. (avec S. Hobe)  (ISBN 978-3-8114-4259-7)

## Récompenses et distinctions
- 2000 : prix Werner Pünder 1999 (un prix décerné pour récompenser le meilleur travail scientifique portant sur la thématique de «La liberté et le totalitarisme/le droit public et des idées politiques depuis le XIXe siècle»
- 2003 : prix Wolfgang Mittermaier décerné par l’université de Giessen pour l’excellence dans l'enseignement
- 2010 : prix d'excellence dans l’enseignement (décerné par la Fondation Hertie et le Land Hessen)
- 2016 : Chercheur principal, le groupe scientifique « The International Rule of Law – Rise or Decline? » , Berlin